# Jessica Iskandar
Pour les articles homonymes, voir Iskandar.
Jessica Iskandar (née le 29 janvier 1988 à Jakarta) est une actrice, chanteur, présentateur et mannequin indonésienne.

## Carrière
Jessica Iskandar naît à Jakarta ; son père, Hardi Iskandar, est musulman, et sa mère, Wulandari, est chrétienne.
Chika, comme on la surnomme, commence sa carrière en tant que modèle, après avoir été dans une école de John Casablancas.
Son premier rôle est celui de Kara dans le film Dealova en 2005, suivi d'un rôle dans le film malaisien Diva, en 2007. 
De 2008 à 2012, Jedar joue dans plusieurs soap operas et téléfilms, comme Gadis Pengantar Telur (2010) où elle joue avec Vino Bastian, ou Cinta Pura-Pura Nyasar (2010) où elle joue avec Rio Dewanto et Vicky Nitinegoro.
Elle est présentatrice pour Dahsyat (en) sur la RCTI de mars 2011 à 2013. En 2012, elle est nommée ambassarice indonésienne de la Earth Hour.
En septembre 2018, Jedar est invitée à être juge pour l'épisode 6 de la saison 6 de Asia's Next Top Model (en) en Thaïlande.

## Filmographie
Cinéma
- 2005 : Dealova
- 2007 : Diva
- 2008 : Coblos Cinta
- 2009 : Nazar
- 2010 : Istri Bo'ongan
- 2012 : Kung Fu Pocong Perawan

Télévision
- Kasmaran
- Kanaya
- My Best Friend's sister
- Cinta Anak Majikan